# Јаков Блажевић
Јаков Блажевић (Бужим, код Госпића, 24. март 1912 — Загреб, 10. децембар 1996) био је учесник Народноослободилачке борбе, друштвено-политички радник СФРЈ и СР Хрватске, јунак социјалистичког рада и народни херој Југославије. Од маја 1974. до маја 1982. обављао је функцију председника Председништва СР Хрватске.

## Биографија
Гимназију је завршио у Госпићу, а 1936. године је дипломирао на Правном факултету у Загребу.
Још у гимназији је приступио револуционарном радничком покрету, где је 1928. примљен у чланство Комунистичке партије Југославије. На факултету је активно радио у студентском револуционарном покрету, учествујући у политичким акцијама загребачке партијске организације. Због револуционарног политичког рада био је прогањан од полиције и извођен пред Суд у Загребу и Државни суд за заштиту државе у Београду. Године 1931. провео је шест месеци у затвору.
После одслужења војске вратио се у Загреб, где је руководио партијском техником Покрајинског комитета КПЈ за Хрватску. Али већ после годину дана, по задатку Партије, одлази у Госпић, где као адвокатски приправник ради све до почетка рата. У Госпићу окупља око себе раднике, омладину и ђаке госпићке гимназије и учитељске школе, и веома активно ради на стварању и јачању партијских организација, не само у Госпићу, већ и на подручју целе Лике.
На Првој окружној партијској конференцији за Лику одржаној у лето 1940. године на Плитвичким језерима, Јаков је изабран за секретара. На Првој конференцији КП Хрватске, одржаној 25. августа 1940, изабран је за члана ЦК КПХ, а на Петој земаљској конференцији КПЈ, одржаној октобра исте године, у Загребу за члана ЦК КПЈ.
Одмах после окупације Југославије, Јаков се посветио организовању оружаног устанка у Лици. Под његовим непосредним руководством, у августу 1941. године, од бораца с подручја госпићкога котара образован је герилски батаљон „Велебит“, који је у јесен те године, прерастао у Први лички партизански одред „Велебит“. Допринео је формирању и осталих партизанских јединица у Лици, образовању органа револуционарне власти, стварању масовних антифашистичких организација омладине и жена. На Другој окружној партијској конференцији, одржаној маја 1942. године, изабран је за секретара Окружног комитета КПХ за Лику. Знајући да је Јаков један од главних организатора устанка и оружане борбе у Лици, италијански Војни суд га је 27. марта 1943. године осудио, у одсуству, на смрт.
У току рата био је већник АВНОЈ-а и ЗАВНОХ-а. Од Другог заседања ЗАВНОХ-а, одржаног октобра 1943. године у Плашком, руководио је Судско-правним одсеком ЗАВНОХ-а. Године 1946. био је главни тужилац на процесу против надбискупа Алојзија Степинца.
После ослобођење Југославије обављао је низ високих функција у државним и партијским органима, био је: 
- јавни тужилац НР Хрватске,
- министар трговине и снабдевања и министар за државне набавке у Влади ФНРЈ,
- потпредседник и председник Савета за привреду у Влади НР Хрватске,
- председник Извршног већа сабора НР Хрватске, од децембра 1953. до јула 1962.
- члан и потпредседник Савезног извршног већа,
- председник Сабора СР Хрватске, од 1967. до 1974.
- председник Председништва СР Хрватске, од маја 1974. до маја 1982. године
- председник Савезне привредне коморе

Био је посланик у Сабору СР Хрватске и посланик у Савезној скупштини. Члан председништва ССРН Хрватске. Биран је за члана ЦК СК Хрватске и члана ЦК СК Југославије. Био је члан Извршног комитета ЦК СКХ и члан Председништва ЦК СКЈ, члан Савета федерације и резервни генерал-мајор ЈНА.
Године 1982. се, у својој 70-ој години, пензионисао и повукао из политичког живота. Умро је 10. децембра 1996. године у Загребу. Био је ожењен Вером Геровац-Блажевић, рођеном сестром Љубице Геровац, народног хероја.
Носилац је Партизанске споменице 1941. и других високих југословенских одликовања, међу којима је Орден јунака социјалистичког рада.  Орденом народног хероја одликован је 27. новембра 1953. године. Од иностраних одликовања одликован је 1972. године, Орденом Британског царства у рангу великог крста.

## Дела
Поред друштвено-политичког рада бавио се и писањем. Написао је следеће књиге:
- „О новом Уставу социјалистичке самоуправне демокрације: актуалности револуције“, Народно свеучилиште у Загребу, Центар за актуалне политичке студије, Загреб, 1973.
- „Тражио сам црвену нит“. „Загреб“, Загреб 1976. година,
- „Без алтернативе“. „Младост“, Загреб 1980. година,
- „Мач, а не мир - за правну сигурност грађана“. „Загреб“ Загреб, „Просвета“ Београд и „Свјетлост“ Сарајево, 1980. година,
- „Хисторијско памћење“. „Загреб“, Загреб 1982. година,
- „Повијест и фалсификати“. „Загреб“, Загреб 1983. година и
- „Браздама партије“ (приповедач Вера Геровац-Блажевић). „Загреб“, Загреб 1986. година.